# كلوفرفيلد
كلوفرفيلد (بالإنجليزية: Cloverfield)‏ هو فيلم رعب تم إنتاجه في الولايات المتحدة وصدر في سنة 2008.

## القصة
تدور قصة الفيلم حول خمسة أصدقاء من نيويورك يقيمون حفلة وداع لصديقهم المستعد للسفر إلى اليابان. في نفس الليلة التي يهبط فيها وحش على المدينة والذي يبلغ حجمه حجم ناطحات السحاب. تم سرد الفيلم عن طريق لقطات من كاميرا الفيديو الشخصية لأحد شخصيات الفيلم. ودارت أحداث الفيلم كتوثيق لما حدث ومحاولاتهم للنجاة من أكثر الأحداث المخيفة في حياتهم.

## طاقم الممثلين
- مايكل ستال-ديقيد في دور روبر «روب» هوكنز.
- أوديت أنابل في دور أليزابيث «بيث» ماكنتاير.
- تي جاي ميلر في دور هادسون «هاد» بلات.
- جيسيكا لوكاس في دور ليلي فورد.
- ليزي كابلان في دور مارلينا دايموند.
- مايك فوغل في دور جيسون هوكنز.
- بَن فلدمان في دور ترافيس.
- بيلي براون في دور الرقيب الأول برايس.
- كريس مولكي في دور الملازم غراف.
- برايان كلوغمان في دور تشارلي.
- ثيو روسي في دور أنتونيو.

## الميزانية والإيرادات
بلغت تكلفة إنتاج الفيلم حوالي 25 مليون دولار بينما حقق أرباحا تقدر بـ 170,764,026 دولار.

## وصلات خارجية
- كلوفرفيلد على موقع IMDb (الإنجليزية)
- كلوفرفيلد على موقع ميتاكريتيك (الإنجليزية)
- كلوفرفيلد على موقع روتن توميتوز (الإنجليزية)
- كلوفرفيلد على موقع نتفليكس (الإنجليزية)
- كلوفرفيلد على موقع قاعدة بيانات الأفلام العربية
- كلوفرفيلد على موقع ألو سيني (الفرنسية)
- كلوفرفيلد على موقع Turner Classic Movies (الإنجليزية)
- كلوفرفيلد على موقع أول موفي (الإنجليزية)
- كلوفرفيلد على موقع بوكس أوفيس موجو (الإنجليزية)
- كلوفرفيلد على موقع فيلمافينيتي (الإسبانية)